# Hadji Mohammad Ajul
Hadji Mohammad Ajul is een gemeente in de Filipijnse provincie Basilan op het gelijknamig eiland. Bij de laatste census in 2007 had de gemeente ruim 26 duizend inwoners.

## Geschiedenis
Deze gemeente is in 2006 ontstaan door afsplitsing van de gemeente Tuburan.

## Geografie

### Bestuurlijke indeling
Hadji Mohammad Ajul is onderverdeeld in de volgende 11 barangays:
| - Basakan - Buton - Candiis - Langil - Langong - Languyan - Pintasan - Seronggon - Sibago - Sulutan Matangal - Tuburan Proper |